# Anatolische jagers-verzamelaars

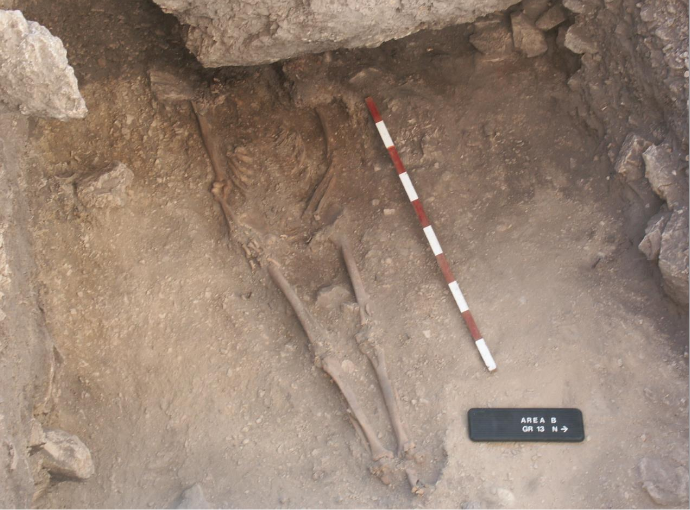
Vondst van de resten van de eerste Anatolische jager-verzamelaar (Gedateerd 13.642-13.073 v.Chr.)

De Anatolische jagers-verzamelaars (Engels: Anatolian hunter-gatherers, AHG) zijn een aparte anatomisch moderne menselijke archeogenetische afstammingslijn, die voor het eerst werd geïdentificeerd in een onderzoek uit 2019 op basis van de resten van een enkel individu uit het epipaleolithicum, gevonden in centraal Anatolië, waarvan de koolstofdatering werd vastgesteld op ongeveer 13.500 v.Chr. Een populatie die verwant was aan dit individu was de belangrijkste bron van de voorouders van de latere Anatolische neolithische landbouwers (ook bekend als vroege Europese landbouwers), die samen met de westelijke jagers-verzamelaars (WHG), oostelijke jagers-verzamelaars (EHG) en westelijke steppeherders (WSH) een van de momenteel bekende genetische voorouders zijn die hebben bijgedragen aan de hedendaagse Europeanen. 

## Inleiding
Het bestaan van deze oude bevolking is afgeleid uit de genetische analyse van de resten van een man afkomstig van de vindplaats Pınarbaşı in centraal Anatolië, waarvan de ouderdom is vastgesteld op 13.642-13.073 v.Chr. Deze populatie was genetisch gedifferentieerd van de rest van de bekende Pleistocene populaties. 
Er is ontdekt dat populaties van het Anatolische neolithicum het grootste deel van hun afkomst hebben in de AHG, met een kleine genoverdracht vanuit Iraanse/Kaukasische jagers-verzamelaars en Levantijnse populaties. Dit suggereert dat de landbouw ter plaatse werd overgenomen door deze jagers-verzamelaars en zich niet door demische diffusie in de regio had verspreid. 
De Anatolische jagers-verzamelaars begonnen rond 8300 v.Chr. met landbouw op plaatsen als Çayönü. Koeien, schapen en geiten werden mogelijk voor het eerst gedomesticeerd in het zuiden van Turkije. Deze landbouwers verhuisden rond 7000 v.Chr. naar Thracië (nu Europees Turkije). 

## Genetica

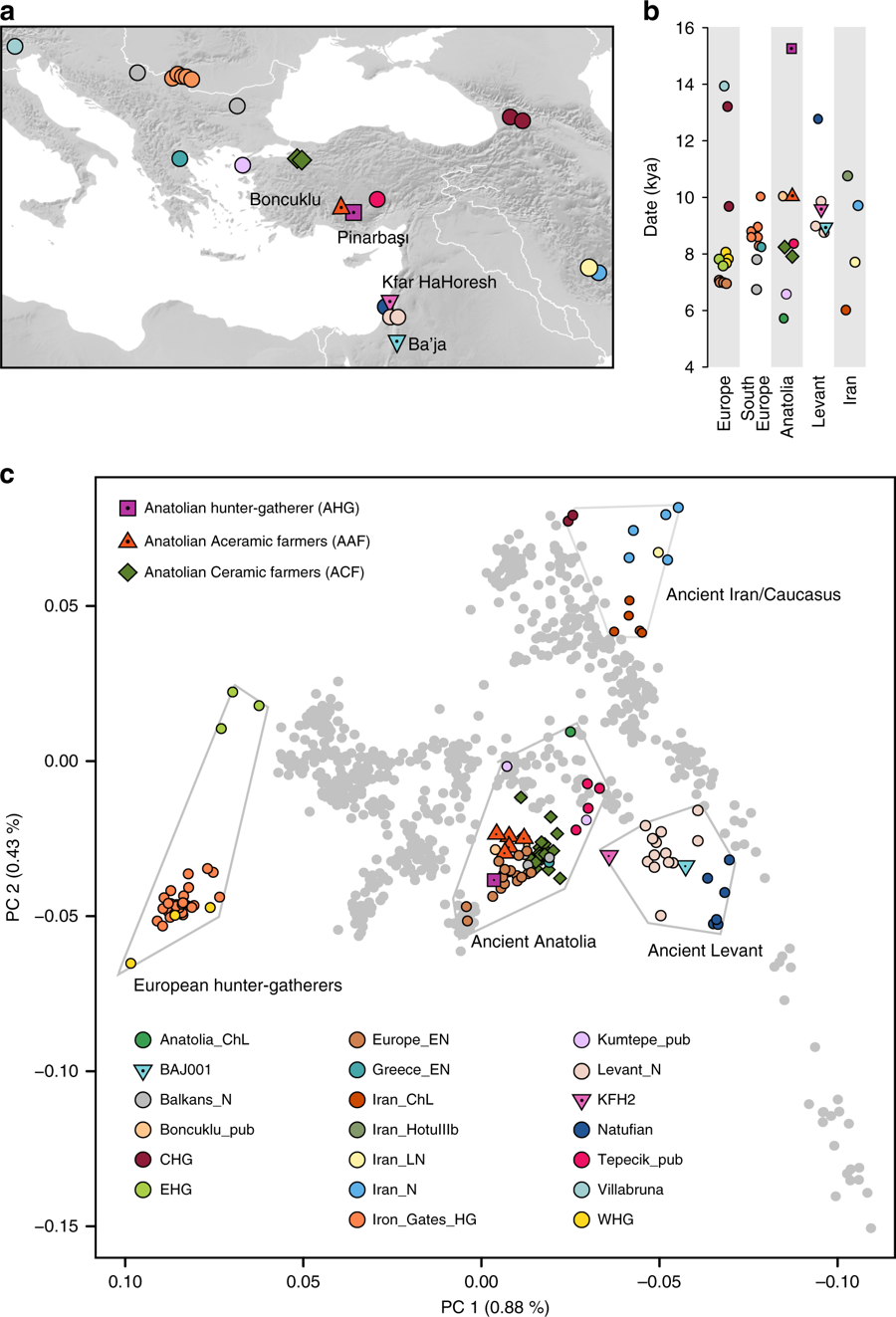
Hoofdcomponentenanalyse, locatie en datering van de individuen geanalyseerd in Feldman et al. (2019). Uit de analyse blijkt dat er genetische verwantschappen bestaan tussen Anatolische jagers-verzamelaars en andere oude populaties.

Op autosomaal niveau blijkt het geanalyseerde AHG-individu in de hoofdcomponentanalyse (PCA) dicht bij twee latere Anatolische populaties te staan: de Anatolische akeramische landbouwers (AAF), daterend uit 8300-7800 v.Chr., en de Anatolische keramische landbouwers (ACF), daterend uit 7000-6000 v.Chr. Deze vroege Anatolische landbouwers vervingen later voor een groot deel de Europese jager-verzamelaarspopulaties in Europa en vormden uiteindelijk een van de belangrijkste genetische bijdragen aan de huidige Europese populaties, met name in het Middellandse Zeegebied. Bovendien bevindt hun positie in deze analyse zich tussen die van de Natufiërs en de westelijke jagers-verzamelaars (WHG). Dit laatste punt wordt bevestigd door de ADMIXTURE en qp-Adm analyse en bevestigt de aanwezigheid van jagers-verzamelaars van zowel Europese als West-Aziatische oorsprong in Centraal-Anatolië in het late Pleistoceen. Mesolithische individuen uit de Balkan, bekend als de IJzeren Poort jagers-verzamelaars, zijn genetisch de meest verwante groep met de Anatolische jagers-verzamelaars-lijn. Feldman et al. suggereren dat deze affiniteit niet het gevolg was van een genetische stroom van de AHG naar de voorouders van de Villabruna-cluster, maar juist van het tegenovergestelde: er was een genetische stroom van de voorouders van de Villabruna-cluster naar de voorouders van de AHG. 
Uit andere genetische studies is gebleken dat de relatie tussen AHG en WHG en Natufische jagers-verzamelaars verklaard kan worden door het feit dat deze populaties een significante bijdrage hebben gehad van de Laat-Paleolithische Kaukasische jagers-verzamelaars. 
De AHG splitste zich ongeveer 25.000 jaar geleden af van de Kaukasische jagers-verzamelaars.
De aanwezigheid van neolithische Anatolische afkomst onder de moderne bevolking van de Levant en Irak kan worden toegeschreven aan migraties na de bronstijd. 

### Uniparentale markers
Het geanalyseerde individu behoort tot Y-chromosomale haplogroep C1a2 (C-V20), die is aangetroffen in enkele van de vroege WHG, en mitochondriale haplogroep K2b. Zowel de vaderlijke als moederlijke lijnen zijn zeldzaam in de huidige Euraziatische populaties. 